# (221455) 2006 BC10
(221455) 2006 BC10 est un astéroïde Apollon, également aréocroiseur et cythérocroiseur, classé comme potentiellement dangereux. Il fut découvert par Spacewatch à l'observatoire de Kitt Peak le 23 janvier 2006.